# Bulbophyllum involutum
Bulbophyllum involutum é uma espécie de orquídea (família Orchidaceae) pertencente ao gênero Bulbophyllum. Foi descrita por Fábio de Barros em 1998.